# Mesnilus prasina
Mesnilus prasina là một loài ruồi trong họ Tachinidae.